# Kim Hyon-hui
Kim Hyon-hui (em coreano: 김현희; hanja: 金賢姬; Kaesong, 27 de janeiro de 1962), também conhecida como Ok Hwa, é uma ex-agente norte-coreana, responsável pelo atentado à bomba do Voo Korean Air 858 em 1987, que matou 115 pessoas. Ela foi presa no Bahrein após a explosão e extraditada para a Coreia do Sul. Lá ela foi condenada à morte, mas mais tarde foi indultada.
A Coreia do Norte nega que Kim tenha nascido no Norte e considera toda a sua biografia uma invenção do Sul. Alguns distritos no Japão financiam escolas administradas pela Coreia do Norte que ensinam que Kim era uma agente sul-coreana. De acordo com o testemunho de Kim, ela aprendeu japonês em conexão com sua missão por Yaeko Taguchi, uma dos pelo menos 13 japoneses sequestrados pela Coreia do Norte.
Nos últimos anos, Kim expressou publicamente seu pesar pelo atentado e forneceu informações sobre a situação na Coreia do Norte, bem como a possível situação dos sequestrados.

## Início de vida
Kim nasceu em Kaesong em 27 de janeiro de 1962, mas sua família se estabeleceu na capital do país, Pyongyang. Seu pai era um diplomata de carreira e por isso a família viveu em Cuba por algum tempo. Kim se destacou como estudante e em atividades extracurriculares.
Ela foi treinada originalmente como atriz e estrelou o primeiro filme Technicolor da Coreia do Norte. Em 1972, Kim foi escolhida para apresentar flores ao delegado sul-coreano sênior nas conversações Norte-Sul em Pyongyang. Depois de se formar no ensino médio, ela inicialmente se matriculou na Universidade Kim Il Sung, antes de se transferir para a Pyongyang Foreign Language College, onde estudou japonês. No entanto, ela mal havia começado seus estudos queo foi recrutada para trabalhar.

## Treinamento de espionagem
Logo após entrar para a agência de inteligência norte-coreana, Kim recebeu um novo nome, Ok Hwa, e foi enviada para morar em um complexo fora de Pyongyang. Lá, Kim passou sete anos aprendendo espionagem. Seu treinamento incluiu artes marciais, preparo físico e três anos de japonês. O instrutor de japonês de Kim foi Yaeko Taguchi, uma dos muitos japoneses sequestrados pela Coreia do Norte. Mais tarde, Kim testemunhou que Taguchi era conhecida por Lee Un-hae (李恩惠, 리은혜). Além disso, os alunos desta instalação viram filmes de propagea. No final de seu treinamento, Kim foi rigorosamente testada. Parte de seu exame final exigia que ela se infiltrasse e memorizasse um documento de uma embaixada simulada.
Ela foi treinada em Macau para aprender cantonês, de modo que pudesse se passar por chinesa queo fosse enviada em missões no exterior. Também foi treinada a fazer compras em supermercados, usar cartão de crédito e visitar discotecas: comodidades que não existiam em sua terra natal.
Kim foi então autorizada a viajar pela Europa com um homem mais velho, conhecido por ela como Kim Seung-il (金勝一). Isso fez parte de sua extensa preparação para cumprir uma missão de gree importância para a família governante Kim. Eles voaram primeiro de Pyongyang a Moscou, de onde viajaram para Budapeste, onde receberam passaportes japoneses falsos e começaram a se passar por pai e filha viajeo pela Europa juntos. Em seguida, eles voaram para Bagdá para se preparar para o bombardeio do avião.

## Voo Korean Air 505

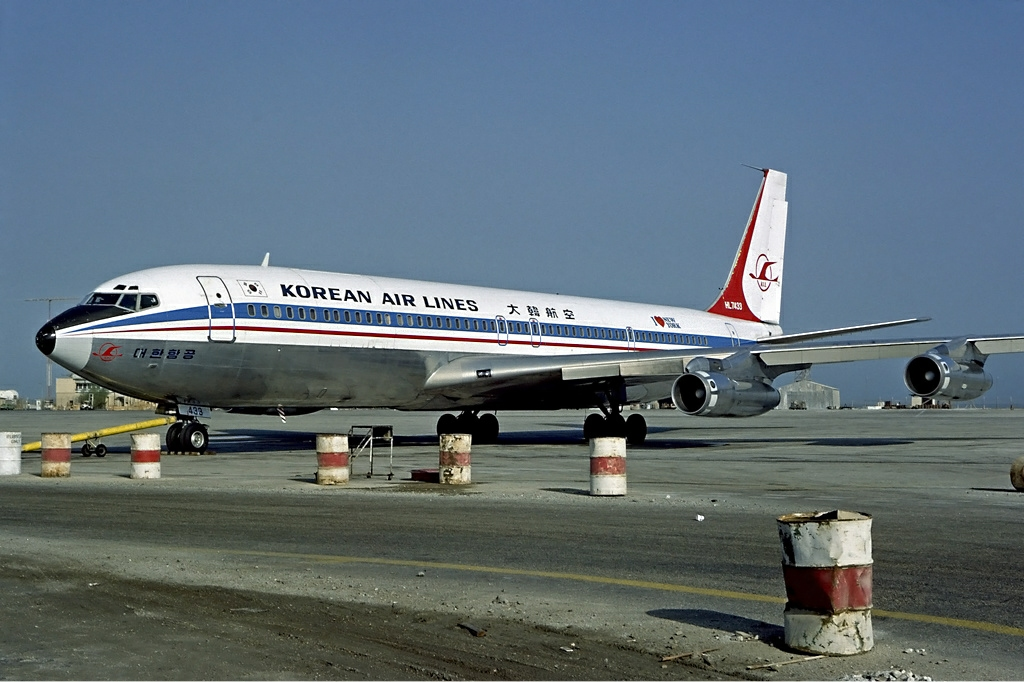
Um Boeing 707 da Korean Air semelhante ao que foi destruído no bombardeio do voo 858 da Korean Air

Em 1987, Kim recebeu a missão de plantar bombas no KAL 858. Disseram a ela que o pedido veio diretamente de Kim Il-sung e foi escrito à mão. Disseram-lhe que, se fosse bem-sucedida, poderia voltar e morar com sua família e não teria que trabalhar como agente posteriormente. Ela foi mais uma vez emparelhada com Kim Seung-il, que estava se recupereo de uma operação no estômago.
Ela estava viajeo com um passaporte japonês falso com o nome de Mayumi Hachiya (蜂谷 真由美, Hachiya Mayumi)  junto com Kim Seung-il, que fingia ser seu pai e usava o nome de Shinichi Hachiya (蜂谷 真一, Hachiya Shin'ichi) . Os dois viajaram pela Europa e acabaram encontreo outros agentes norte-coreanos em Belgrado, que lhes forneceram os materiais para completar sua missão. Assim que deixaram a bomba atrás (escondida em um dispositivo de rádio) em um bagageiro do KAL 858, Kim Hyon Hui e Kim Seung-il desembarcaram em Abu Dhabi e viajaram para o Bahrein. Os dois terroristas foram presos no Bahrein depois que investigadores descobriram que seus passaportes eram falsos. Kim Seung-il mordeu uma pílula de cianeto que estava escondida em um cigarro e morreu. Kim Hyon Hui tentou fazer o mesmo, mas um policial do Bahrein arrancou o cigarro de sua boca antes que ela pudesse ingerir totalmente o veneno. Ela foi hospitalizada e depois interrogada.
Depois que Bahrain descobriu que ela era na verdade uma norte-coreana, ela foi levada de avião para Seul, na Coreia do Sul, sob guarda pesada, amarrada e amordaçada. No início, ela insistiu que seu nome era Pai Chui Hui, uma órfã do norte da China que conheceu um japonês idoso com quem ela estava viajeo. Ela negou qualquer envolvimento sexual com seu parceiro Kim Seung-il. No entanto, o fato de a única forma de chinês que ela falava, o cantonês, ser um dialeto do sul da China, era inconsistente com a sua alegada origem chinesa do norte.
De acordo com o testemunho em uma reunião do Conselho de Segurança das Nações Unidas, Kim foi levada em várias ocasiões para fora de sua cela para ver a prosperidade de Seul. As autoridades da prisão também mostraram os seus programas de televisão e reportagens mostreo o estilo de vida próspero dos sul-coreanos e a liberdade dos sul-coreanos falarem dissidentemente e criticarem o seu governo. Na Coreia do Norte, ela aprendera que o Sul era um feudo dos Estados Unidos repleto de corrupção e que a pobreza era generalizada.
Após oito dias, Kim desabou, admitiu que era na verdade uma norte-coreana e confessou os detalhes de seu papel no bombardeio do voo 858, bem como o envolvimento pessoal de Kim Il-sung no esquema.

## Após o acidente
Por seu papel no bombardeio de KAL 858, Kim foi condenada à morte em março de 1989. No entanto, o presidente sul-coreano Roh Tae-woo a perdoou mais tarde naquele ano, dizendo que Kim era apenas uma vítima de lavagem cerebral do verdadeiro culpado, o governo norte-coreano. Mais tarde, ela escreveu uma autobiografia intitulada The Tears of My Soul e doou os lucros para as famílias das vítimas do voo 858.
A Publishers Weekly, em sua resenha de 1992 do livro Shoot the Women First, de Eileen MacDonald, descreveu Kim como "semelhante a um robô" e "totalmente submissa à autoridade masculina".
Em uma entrevista com o correspondente do Washington Post Don Oberdorfer, Kim disse que foi levada a acreditar que o bombardeio era necessário para ajudar a causa da reunificação da península. No entanto, a visão da prosperidade de Seul a fez perceber que ela "cometeu o crime de matar compatriotas".
Em dezembro de 1997, Kim se casou com um ex-agente de inteligência sul-coreano que também serviu como guarda-costas dela, com quem ela tem dois filhos.
Em março de 2009, ao se encontrar com parentes de Yaeko Taguchi, ela mencionou que Taguchi ainda pode estar viva e, em conexão com isso, ela visitou o Japão em julho de 2010. Após o terremoto e tsunami Tōhoku de 2011 no Japão, ela doou um milhão de ienes (15 600 dólares) para as vítimas, em agradecimento pelo tratamento preferencial que recebeu no Japão durante sua visita anterior.
Ela também foi apresentada em um documentário da televisão japonesa que dramatizou sua vida e revelou como Taguchi costumava cantar canções de ninar para seus filhos, de quem ela havia sido separada após ser sequestrada.
Kim mora atualmente em um local não revelado e permanece sob proteção constante por medo de represálias do governo norte-coreano.
Kim também ofereceu análises para organizações de notícias sobre assuntos atuais na Coreia do Norte. Durante a crise coreana de 2013, Kim sugeriu na televisão australiana que o líder norte-coreano Kim Jong-un era muito jovem e inexperiente, estava "luteo para obter controle total sobre os militares e conquistar sua lealdade". Ela também comentou que ele estava "useo o programa nuclear como moeda de troca de ajuda, para manter o apoio do público".
Em entrevista à BBC, Kim disse que a Coreia do Norte apenas fingiu ser amigável na questão dos Jogos Olímpicos de Inverno de 2018, e sua prioridade ainda é o programa nuclear.

## Vida pessoal
Kim se casou com um ex-agente sul-coreano que cuidava de seu caso em 1997 e tem dois filhos com ele. Ela mora em um local não revelado na Coreia do Sul.
De acordo com uma entrevista à BBC em 2013, sua família deixada para trás na Coreia do Norte foi presa e enviada para um campo de trabalhos forçados.

## Obras
- Kim, Hyun Hee. The Tears of My Soul. William Morrow & Co, 1993, ISBN 978-0-688-12833-3